# دانسکیتیندن
دانسکیتیندن (به لاتین: Dansketinden) یک کوه در گرینلند است که در پارک ملی شمال شرق گرینلند واقع شده‌است. دانسکیتیندن ۲٬۸۴۲ متر بالاتر از سطح دریا واقع شده‌است.